# Bad guy (BUGVELの曲)
「bad guy」（バッドガイ）は、日本の日台ダンスボーカルグループであるBUGVELの楽曲。2022年3月30日にPresent Labelからデビューシングルとして発売された。

## 概要
2020年10月の結成発表から1年5ヵ月を経てリリースするデビューシングルである。タイトル曲「bad guy」の他、2021年10月にデジタルシングルとしてリリースした「WARNING」と「彩雲」が再録され、収録されている。メンバーのMAHIROが全楽曲の作詞、「WARNING」と「彩雲」の作曲・編曲に参加し、同じくメンバーのMINATOが「WARNING」の作詞に参加している。また、ORβITのHEECHOが「キムヒ」名義でサウンドプロデューサー、バックグラウンドボーカルとして参加、SHUNYAが「ONE PIXEL」名義でジャケットデザインを担当している。

## 収録曲
| #  | タイトル                | 作詞                  | 作曲                  | 編曲                  | コーラス |
| -- | ----------------------- | --------------------- | --------------------- | --------------------- | -------- |
| 1. | 「bad guy」             | MAHIRO                | VO3E、Tiyon ‘TC’ Mack | VO3E、Tiyon ‘TC’ Mack | キムヒ   |
| 2. | 「WARNING -final mix-」 | MAHIRO、MINATO、Ryodo | MAHIRO、Ryodo         | MAHIRO、Ryodo         | キムヒ   |
| 3. | 「彩雲 -final mix-」    | MAHIRO                | MAHIRO                | MAHIRO                | キムヒ   |

### 公式
- Present Label『bad guy』CD情報
- BUGVEL公式YouTubeチャンネル
- BUGVEL公式サイト